# Crosita
Crosita es un género de escarabajos de la familia Chrysomelidae. En 1860 Motschulsky describió el género. Esta es la lista de especies que lo componen:
- Crosita afghanica
- Crosita altaica
- Crosita atasica
- Crosita barkulica
- Crosita bogutensis
- Crosita borochorensis
- Crosita brancuccii[2]
- Crosita clementzae
- Crosita elegans
- Crosita faldermanni
- Crosita heptapotamica
- Crosita kaszabi
- Crosita kowalewskyi
- Crosita kozlovi
- Crosita matronula
- Crosita maximovitschi
- Crosita pigra
- Crosita rugulosa
- Crosita salviae[2]
- Crosita urumchiana